# Ballon d'Or 1960

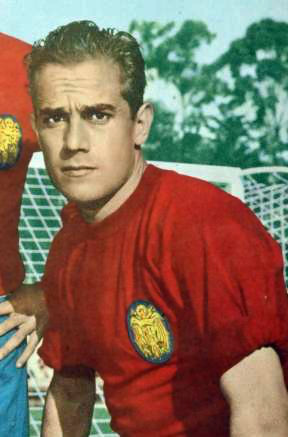
Luis Suárez in 1962

De Ballon d'Or 1960 was de 5e editie van de voetbalprijs georganiseerd door het Franse tijdschrift France Football. De prijs werd gewonnen door de Spanjaard Luis Suárez (FC Barcelona).
De jury was samengesteld uit 19 journalisten die aangesloten waren bij de volgende verenigingen van de UEFA: West-Duitsland, Oostenrijk, België, Bulgarije, Tsjecho-Slowakije, Spanje, Frankrijk, Hongarije, Engeland, Italië, Nederland, Polen, Portugal, Roemenië, Zweden, Zwitserland, Turkije Sovjet-Unie en Joegoslavië.
De resultaten van de stemming werden gepubliceerd in editie 770 van France Football op 13 december 1960. 

## Stemprocedure
Elk jurylid koos de beste vijf spelers van Europa. De speler op de eerste plaats kreeg vijf punten, de tweede keus vier punten en zo verder. Op die wijze werden 285 punten verdeeld, 95 punten was het maximale aantal punten dat een speler kon behalen (in geval van een negentien koppige jury).

## Uitslag
| Plaats | Speler              | Club                     | Stemmen | Stemmen | Stemmen | Stemmen | Stemmen | Stemmen | Punten |
| Plaats | Speler              | Club                     | 1º      | 2º      | 3º      | 4º      | 5º      | Totaal  | Punten |
| ------ | ------------------- | ------------------------ | ------- | ------- | ------- | ------- | ------- | ------- | ------ |
| 1º     | Luis Suárez         | FC Barcelona             | 4       | 5       | 3       | 1       | 3       | 16      | 54     |
| 2º     | Ferenc Puskás       | Real Madrid              | 5       |         | 1       | 4       | 1       | 11      | 37     |
| 3º     | Uwe Seeler          | Hamburger SV             | 2       | 2       | 3       | 3       |         | 10      | 33     |
| 4º     | Alfredo Di Stéfano  | Real Madrid              | 3       | 2       | 1       | 3       |         | 9       | 32     |
| 5º     | Lev Jasjin          | Dinamo Moskou            | 3       | 3       |         |         | 1       | 7       | 28     |
| 6º     | Raymond Kopa        | Stade Reims              | 1       |         | 3       |         |         | 4       | 14     |
| 7º     | John Charles        | Juventus                 |         | 2       |         |         | 3       | 5       | 11     |
|        | Bobby Charlton      | Manchester United        |         | 1       | 1       |         | 4       | 6       | 11     |
| 9º     | Omar Sívori         | Juventus                 |         | 1       | 1       | 1       |         | 3       | 9      |
|        | Horst Szymaniak     | Karlsruher               |         | 1       | 1       | 1       |         | 3       | 9      |
| 11º    | Francisco Gento     | Real Madrid              | 1       |         | 1       |         |         | 2       | 8      |
| 12º    | Borivoje Kostić     | Rode Ster Belgrado       |         | 1       |         | 1       | 1       | 3       | 7      |
| 13º    | Joseph Ujlaki       | Racing París             |         |         | 1       | 1       |         | 2       | 5      |
| 14º    | Kurt Hamrin         | Fiorentina               |         | 1       |         |         |         | 1       | 4      |
|        | Bobby Smith         | Tottenham Hotspur        |         |         | 1       |         | 1       | 2       | 4      |
| 16º    | Luis del Sol        | Real Betis / Real Madrid |         |         | 1       |         |         | 1       | 3      |
|        | Jimmy Greaves       | Chelsea                  |         |         | 1       |         |         | 1       | 3      |
|        | Ivan Kolev          | CDNA Sofia               |         |         |         | 1       | 1       | 2       | 3      |
| 19º    | János Göröcs        | Újpest Dózsa             |         |         |         | 1       |         | 1       | 2      |
|        | Károly Sándorh      | MTK Budapest             |         |         |         | 1       |         | 1       | 2      |
|        | Dragoslav Šekularac | Rode Ster Belgrado       |         |         |         | 1       |         | 1       | 2      |
|        | Agne Simonsson      | Real Madrid              |         |         |         |         | 2       | 2       | 2      |
| 23º    | Antonio Angelillo   | Internazionale           |         |         |         |         | 1       | 1       | 1      |
|        | Gerhard Hanappi     | Rapid Wien               |         |         |         |         | 1       | 1       | 1      |
|        | Erich Hof           | Wiener Sport-Club        |         |         |         |         | 1       | 1       | 1      |
|        | Blagoja Vidinić     | Radnički Belgrado        |         |         |         |         | 1       | 1       | 1      |

## Trivia
- Luis Suárez werd de enige Spaanse speler die de Gouden Bal zou winnen. Pas in 1973 won opnieuw een speler van FC Barcelona de Gouden Bal.

## Referentie
- Eindklassement op RSSSF

France Football:
1956 · 
1957 · 
1958 · 
1959 · 
1960 · 
1961 · 
1962 · 
1963 · 
1964 · 
1965 · 
1966 · 
1967 · 
1968 · 
1969 · 
1970 · 
1971 · 
1972 · 
1973 · 
1974 · 
1975 · 
1976 · 
1977 · 
1978 · 
1979 · 
1980 · 
1981 · 
1982 · 
1983 · 
1984 · 
1985 · 
1986 · 
1987 · 
1988 · 
1989 · 
1990 · 
1991 · 
1992 · 
1993 · 
1994 · 
1995 · 
1996 · 
1997 · 
1998 · 
1999 · 
2000 · 
2001 · 
2002 · 
2003 · 
2004 · 
2005 · 
2006 · 
2007 · 
2008 · 
2009 · 
2016 · 
2017 · 
2018 · 
2019 · 
2021 · 
2022 · 
2023 · 
2024